# Église Saint-Aubin de Seiches-sur-le-Loir
L'église Saint-Aubin est une église située à Seiches-sur-le-Loir, en France.

## Localisation
L'église est située dans le département français de Maine-et-Loire, sur la commune de Seiches-sur-le-Loir.

## Historique
L'édifice est inscrit au titre des monuments historiques en 1987.